# ロバート・ファーベーク
ロバート・ファーベーク（ローベルト・フェルベーク、Robert Verbeek、1961年7月26日 - ）は、オランダ出身の元サッカー選手、指導者。実兄のピム・ファーベークも元サッカー選手、指導者。

## 経歴
現役時代は兄同様オランダ・エールディヴィジのスパルタ・ロッテルダムでプレー。1978年から1983年まで現役を続けた。
現役引退後はオランダやUAEのクラブの下部組織で監督・コーチを務め、2006年はシンガポールU-16代表監督を務めていた。2007年からはJ1大宮アルディージャの監督を務めていたが、序盤から下位に低迷し中断明け直前に解任された。
2010年よりモロッコ代表のテクニカルスタッフに就任。

## 選手経歴
- スパルタ・ロッテルダム（オランダ）　1978-1983

## 指導者経歴
- スパルタ・ロッテルダムU-15監督（オランダ）1982-1983
- ネプチューンU-17・19監督（オランダ）1983-1985
- ユニタスU-19監督（オランダ）1985-1988
- PSVアイントホーフェン・アシスタントコーチ、サテライトコーチ（オランダ）1988-1992
- PSVアイントホーフェンU-19監督（オランダ）1992-1995
- PSVアイントホーフェンU-19ユースアカデミーディレクター（オランダ）1995-1996
- FCドルトレヒト監督（オランダ）1996-2000
- FCトゥルキイェムスポル・アムステルダム監督（オランダ）2000-2001
- アルジャジーラ・オーバー21監督（UAE）　2001-2002
- アルシャバブ・オーバー21監督（UAE）　2002-2003
- FCドルトレヒト・アシスタントコーチ、監督（オランダ）2003-2004
- FCドルトレヒト監督（オランダ）2004-2005
- シンガポールスポーツスクール監督、シンガポール代表U-15・16監督（シンガポール）2005-2006
- 大宮アルディージャ監督（日本）2007